# سیارک ۴۹۴۷
سیارک ۴۹۴۷ (به انگلیسی: 4947 Ninkasi، نامگذاری:1988TJ1) چهار هزار و نهصد و چهل و هفتمین سیارک کشف شده‌است که در ۱۲ اکتبر ۱۹۸۸ کشف شد.
قدر مطلق سیارک برابر ۱۸٫۷۰ است.